# Георгий Брусилов
Георгий Лвович Брусилов (на руски: Георгий Львович Брусилов) е руски военноморски офицер и арктически изследовател.

## Биография

### Произход и военна кариера (1884 – 1910)
Роден е на 19 май 1884 година в град Николаев, Руска империя (днес в Украйна), в семейството на вицеадмирал Лев Брусилов. На 13-годишна възраст постъпва в Морския кадетски корпус в Петербург и го завършва в разгара на Руско-японската война (1904 – 1905). Участва в няколко военноморски операции отначало на миноносец, а след това на крайцера „Богатир“. След войната служи в Балтийския флот като командир на отряд миноносци, а през 1909 година се прехвърля на работа в Хидрографското управление.

### Експедиционна дейност (1910 – 1914)

#### Експедиция в Северния ледовит океан (1910 – 1911)
През 1910 – 1911 взема участие в хидрографска експедиция в Северния ледовит океан на ледоразбивачите „Таймир“ и „Вайгач“, като по време на плаването се занимава с картиране на северните брегове на Чукотка.

#### Експедиция на „Света Ана“ (1912 – 1914)
След завръщането си от плаването в полярните райони, Брусилов, заразен от красотата на севера и откритията на Фритьоф Нансен, Робърт Пири, Руал Амундсен и Робърт Скот, решава да организира морска експедиция за преминаване по Северния морски път от Петербург до Владивосток.
В началото на 1912 година получава служебен отпуск и със съдействието на чичо си, едър московски земевладелец, който му отпуска 90 хил. рубли, започва организацията на експедицията. От Великобритания закупува парната шхуна „Пандора“, която преименува на „Света Ана“, в чест на съпругата на чичо си отпуснал му средствата за закупуването ѝ.
На 10 август 1912 година „Света Ана“ отплава от Петербург с 24-членен екипаж, солиден запас от продоволствия и гориво, заобикаля Скандинавския п-ов и достига до Мурманск. Там част от екипажа, включително лекаря, щурмана и няколко моряци, се отказват от по-нататъшното плаване и единствен щурман на експедицията остава Валериан Албанов, а от останалия екипаж само пет професионални моряци. Това лято ледовата обстановка в Карско море бива изключително тежка, но въпреки всичко Брусилов навлиза в морето. Той е добър моряк, но няма опит в плавания в полярните райони. Няма и необходимите качества за ръководител на арктическа експедиция – желязна воля, уравновесеност, умение да запази спокойствие във всякакви ситуации. Избухлив е, самолюбив и нетърпящ възражения. Игнорира възраженията на опитния в полярните плавания Албанов и продължава на изток въпреки усложнената ледова обстановка.
На 28 август 1912 година шхуната се отправя от Мурманск на изток със запас от продоволствия за 18 месеца. Предвижда се допълнителното снабдяване да се осъществява от лов. На 16 октомври корабът преминава пред протока Карски Врати, но на 28 октомври до западното крайбрежие на п-ов Ямал (71º 45` с.ш.) е спрян и впримчен в ледова хватка. Започва дрейф на северозапад, като първоначално този дрейф не предизвиква особено безпокойство сред екипажа.
През лятото на 1913 година „Света Ана“ се намира северно от Нова Земя и опитите да се освободи кораба от ледовете е неуспешен. Екипажът започва да се готви за второ зимуване. В началото на 1914 шхуната е отнесена на север от архипелага Земя на Франц Йосиф и на 10 април достига до 83º 17` с.ш. и 60º и.д. Положението започва да става критично, запасите от продоволствия и гориво намаляват застрашително. Албанов предлага да се изостави кораба и да се доберат до сушата по леда, до която има около 160 км, но Брусилов категорично отказва. Започват да се появяват първите признаци на скорбут. Албанов отново предлага да се върви пеша към сушата, но Брусилов отново отказва, като подчертава, че който желае може да тръгва. На 23 април Албанов напуска кораба с единадесет моряци. След няколко дни трима от тях се завръщат на кораба, поради големите трудности на прехода, а останалите продължават към архипелага. Дотам обаче се добират само двама Валериан Албанов и морякът Александър Конрад, които са спасени от експедицията на Георгий Седов. Съдбата на останалите на „Света Ана“ е трагична – изчезват безследно.

## Памет
Неговото име носят планина в Антарктида и леден купол (80°40′ с. ш. 50°30′ и. д. / 80.666667° с. ш. 50.5° и. д.) в североизточната част на остров Земя Джордж в архипелага Земя на Франц Йосиф. На името на шхуната „Света Ана“ е кръстена подводна меридионална падина в северозападната част на Карско море.